# Kurt Nagel
Kurt Nagel (* 2. März 1909 in Blaubeuren; † 14. Mai 1980 in Bad Mergentheim) war ein deutscher Verwaltungsjurist und Landrat.

## Leben
Nagel, Sohn eines Regierungsrats und evangelischer Konfession, studierte nach dem Abitur am Gymnasium Ulm 1927 Rechtswissenschaften in Tübingen, Berlin und München. Seit 1928 war er Mitglied der Studentenverbindung AV Virtembergia Tübingen. Er legte 1933 die erste und 1936 die zweite Staatsprüfung ab.
Er war von 1937 bis 1939 Regierungsassessor bei den Landratsämtern Rottweil, Ulm, Nagold, Calw und Göppingen.
Von 1939 bis 1942 war er Regierungsassessor und Regierungsrat beim Oberlandrat in Jitschin im Protektorat Böhmen und Mähren. 1942 war er Regierungsrat beim Oberlandrat in Brünn. Von 1942 bis 1943 war er Regierungsrat bei der Behörde des Reichsprotektors in Prag. Danach war er von 1943 bis 1946 im Kriegsdienst und -gefangenschaft.
Nach der Entlassung aus dem Beamtenverhältnis war er als Hilfsarbeiter in Landwirtschaft und Industrie tätig. 
1947 wurde er erneut in das Beamtenverhältnis berufen und war bis 1948 Regierungsrat beim Innenministerium Württemberg-Baden in Stuttgart. Von 1948 bis 1958 war er beim Landratsamt Göppingen als Regierungsrat, Oberregierungsrat und zuletzt als stellvertretender Landrat tätig.
Von 1958 bis 1972 war er Landrat in Mergentheim. 1973 war er im neuen Main-Tauber-Kreis tätig, bis er am 1. Juli 1973 in den einstweiligen Ruhestand versetzt wurde.
Er war Mitglied der CDU.